# I 4 del drago nero
I 4 del drago nero (The Duel, Dà Jué Dòu) è un film del 1971 diretto da Chang Cheh.
Si tratta di un film di arti marziali prodotto ad Hong Kong.

## Trama
Tang Ren-jie e suo fratello maggiore Tang Ren-lin fanno parte della triade leader di Tian-hung. Shen è stato coinvolto in una battaglia contro il rivale capo triade Liu Shou-yi, dove sono stati uccisi entrambi. Jie poi prende l'iniziativa di essere il capro espiatorio per i crimini di suo fratello Lin e di Gan Wen-bin, e quindi fugge a Jiangnan. Infine Jie e Jiang Nan uccidono Gan, e purtroppo pure Tang Ren-jie muore a causa delle ferite.